# Louise Mushikiwabo
Louise Mushikiwabo (Kigali, 22 maggio 1961) è una politica ruandese, appartenente al Fronte Patriottico Ruandese ed attuale Ministro degli Affari Esteri del Ruanda, carica che ricopre dal 4 dicembre 2009. È anche la portavoce del governo. In passato fu Ministro dell'Informazione. Nel 1990 Mushikiwabo lasciò il paese ed emigrò negli Stati Uniti, dove si sposò con un americano. Tornò nel suo paese soltanto nel 2008. Dal 3 gennaio 2019 è Segretaria generale dell'Organizzazione internazionale della francofonia..
Suo fratello, Lando Ndasingwa, fu Ministero del Lavoro e delle Politiche Sociali durante il governo Habyarimana, e fu anche l'unico ministro di tale governo di etnia Tutsi. Venne ucciso con la moglie canadese, Hélène Pinsky, ed i loro due figli il 7 aprile 1994, all'inizio del Genocidio ruandese.